# XBL
XBL（XML Binding Language或称作 Extensible Bindings Language）是一种基于XML的置标语言，用于描述如何将其他文档中的元素（如XPCOM的功能）绑定到部件（如XUL部件）。可以使用级联样式表（CSS）或文档对象模型（DOM）两种方式绑定，绑定可为部件创建新的行为。绑定可以包含已注册到“被绑定元素”的事件处理程序，实现对“被绑定元素”的新的方法和属性访问，包括“被绑定元素”内的“匿名内容”。大部分XUL组建至少是部分需要用XBL实现，您可以使用现有的XUL、HTML、SVG和其他使用XBL的高级语言建立自己的可重用组件。
XBL由Mozilla基金会组织开发，用于Mozilla Application Suite；该语言目前没有任何正式的标准描述，只属于Mozilla专有，只能用于Gecko排版引擎。

## 规范
- XBL 1.0 是在XBL 1.0 Reference中规定的。不幸的是Mozilla实际执行的与此规范不同，而且没有已知的文档描述这些不同，不过在规范更新中有望来描述这些不同。XBL 1.0是Mozilla私有技术，并不是W3C标准。不过两种标准正被制定成sXBL和XBL 2.0。
- W3C sXBL (目前的工作草案, 2005) 是指 SVG's XML Binding Language， 是原本打算加入到XBL2.0所需SVG功能的子集。它和Mozilla的XBL精神类似，但有些微妙的不同。比如元素的名称不同，sXBL也缺少XBL里的一些功能, 比如绑定的继承，被绑定元素的属性、方法的定义。
- XBL 2.0 (W3C候选推荐 ) 正在开发。针对XBL 1.0中发现的问题以及考虑可以在更广泛的Web浏览器中执行， Mozilla计划从2009年6月开始初步在未来版本的Gecko中启用XBL2。